# Paraliparis dipterus
Paraliparis dipterus és una espècie de peix pertanyent a la família dels lipàrids.

## Descripció
- La femella fa 4,9 cm de llargària màxima.[5]

## Hàbitat
És un peix marí i batidemersal que viu fins als 250 m de fondària.

## Distribució geogràfica
Es troba al Pacífic nord-occidental: badia de Suruga (Honshu, el Japó).

## Observacions
És inofensiu per als humans.